# Tomasz Nowak (calciatore)
Tomasz Nowak (Kościan, 30 ottobre 1985) è un calciatore polacco, centrocampista del Rekord Bielsko-Biała.

## Carriera

### Club
Ha giocato nella massima serie dei campionati polacco e bielorusso.

### Nazionale
Nel 2010 ha esordito in nazionale.